# Thập niên 1090
Thập niên 1090 là thập niên diễn ra từ năm 1090 đến 1099.